# Exit English
Exit English es el segundo álbum de estudio de la banda de punk rock Strike Anywhere. Fue lanzado el 30 de septiembre de 2003 por Jade Tree Records y su único sencillo fue "Infrared". El álbum continuó la línea de su anterior trabajo, con letras de tintes políticos e intensas melodías hardcore.

## Listado de canciones
1. "We Amplify" – 1:04
2. "Blaze" – 2:02
3. "Infrared" – 3:28
4. "To The World" – 3:22
5. "New Architects" – 2:34
6. "Lights Go Out" – 2:28
7. "Fifth Estate" – 1:19
8. "Modern Life" – 2:55
9. "Aluminum Union" – 2:45
10. "Extinguish" – 2:47
11. "In The Fingernails" – 2:29
12. "'Til Days Shall Be No More" – 4:34

## Créditos
- Thomas Barnett - cantante
- Matt Sherwood - guitarra y coros
- Garth Petrie - bajo
- Eric Kane - batería
- Matt Smith - guitarra y coros